# Ferrovia Halle-Cottbus
La ferrovia Halle-Cottbus è una linea ferroviaria tedesca, gestita dalla Deutsche Bahn.

## Caratteristiche

### Percorso
| Unknown route-map component "ABZg+lr" |

| Station on track |

| Unknown route-map component "ABZgl" |

| Unknown route-map component "SKRZ-Au" |

| Stop on track |

| Non-passenger station/depot on track |

| Unknown route-map component "ABZgr" |

| Unknown route-map component "eABZg+l" |

| Station on track |

| Stop on track |

| Unknown route-map component "STR+GRZq" |

| Unknown route-map component "SKRZ-Au" |

| Stop on track |

| Stop on track |

|  | Unknown route-map component "eKRZu" | Unknown route-map component "exSTR+r" |

|  | Unknown route-map component "eABZg+l" | Unknown route-map component "exSTRr" |

| Non-passenger station/depot on track |

| Unknown route-map component "ABZglr" |

| Stop on track |

| Unknown route-map component "KRZo" |

| Stop on track |

| Station on track |

| Unknown route-map component "eABZgr" |

| Station on track |

| Non-passenger station/depot on track |

| Unknown route-map component "ABZg+r" |

| Station on track |

| Unknown route-map component "STR+l" | Unknown route-map component "ABZglr" | Unknown route-map component "STR+r" |

| Unknown route-map component "hKRZWae" | Unknown route-map component "hKRZWae" | Unknown route-map component "hKRZWae" |

| One way rightward | Straight track | Straight track |

|  | Stop on track | Stop on track |

|  | Straight track | One way leftward |

| Non-passenger station/depot on track |

| Unknown route-map component "eABZg+r" |

| Station on track |

| Unknown route-map component "eHST" |

| Unknown route-map component "eABZg+r" |

| Station on track |

| Unknown route-map component "eABZgl" |

| Unknown route-map component "hKRZWae" |

| Non-passenger station/depot on track |

| Stop on track |

| Unknown route-map component "STR+GRZq" |

| Station on track |

| Tower station on bridge over transverse track |

| Junction both to and from right |

| Stop on track |

| Small bridge over water |

| Station on track |

| Non-passenger station/depot on track |

| Stop on track |

| Unknown route-map component "ABZgl" |

| Tower station on transverse bridge over straight track |

| Unknown route-map component "ABZg+l" |

| Non-passenger station/depot on track |

| Unknown route-map component "eABZg+l" |

| Station on track |

| Unknown route-map component "eABZgr" |

| Non-passenger station/depot on track |

| Unknown route-map component "ABZgr" |

| Stop on track |

| Unknown route-map component "SKRZ-Au" |

| Unknown route-map component "eBHF" |

| Unknown route-map component "ABZg+r" |

| Station on track |

| Unknown route-map component "ABZgl" |

| Non-passenger station/depot on track |

| Unknown route-map component "SKRZ-Au" |

| Stop on track |

|  | Unknown route-map component "ABZg+lr" | Unknown route-map component "exSTR+l" |

|  | Station on track | Unknown route-map component "exKBHFe" |

| Unknown route-map component "ABZglr" |

### Esplicative
1. ↑  Abbreviazione di Güterbahnhof, «stazione merci».
2. ↑  Abbreviazione di oberer Bahnhof, «stazione superiore».
3. ↑  Abbreviazione di unterer Bahnhof, «stazione inferiore».

### Bibliografiche
1. ↑  Eisenbahnatlas Deutschland, edizione 2009, Schweers + Wall